# Pelexia huntii
Pelexia huntii är en orkidéart som beskrevs av Eric Alston Christenson. Pelexia huntii ingår i släktet Pelexia och familjen orkidéer.
Artens utbredningsområde är Peru. Inga underarter finns listade i Catalogue of Life.